# Чкембари
Чкембари је назив за ултра-навијче клуба из Битоља. Назив постоји од 1985. а навијачи су део рукометног клуба Пелистер (РК Пелистер), фудбалског клуба Пелистер (ФК Пелистер) или кошаркашког клуба Пелистер (КК Пелистер). Боја коју користе за навијање је зелена.

## Историја
Почетак Чкембара је 1885. када је 21 аутобус организовано под именом БМЧМ (Битолчани, Мотокари, Чкембари, Македонци) кренуло на бараж меч између РК Пелистер и РК Партизан у град Бјеловар.